# Paul Van Damme
Paul Van Damme (Brugge, 1959) is een Belgisch historicus en schrijver, vooral bekend van zijn boek over historische (spot)prenten en reclame.

## Biografie
Van Damme studeerde geschiedenis aan de KU Leuven tussen 1977 en 1981. Tussen 1982 en 2021 was hij actief als leerkracht geschiedenis aan Ter Groene Poorte te Brugge. 
Daarnaast is hij actief als deskundige voor enkele BBC-reportages, het In Flanders Fields Museum en Uitgeverij Pelckmans.

## Publicaties
Naast handboeken geschiedenis bij Uitgeverij Pelckmans schreef Van Damme ook enkele boeken.
- Zonder woorden? Een geschiedenis van België in spotprenten (Sans commentaires? Une histoire de la Belgique à travers la caricature) (2011), samen met Stijn Van de Perre
- Vriend over Vijand. De Grote Oorlog in spotprenten (2013)
- Brugge. Het verhaal van een stad (Bruges. The Story of a City) (2016)
- Propaganda in België (1934-1951) (2018)
- Wit-Zwart in Zwart-Wit. Samen en toch apart: foto's en verhalen uit Belgisch-Congo (2020)

- Gemeinsame Normdatei: 1025909623
- International Standard Name Identifier: 0000 0003 6919 2808
- Library of Congress Control Number: no2013078568
- Nederlandse Thesaurus van Auteursnamen: 093269498
- Système universitaire de documentation: 17819042X
- Virtual International Authority File: 281589444
- WorldCat: E39PBJmhTXDKXtMqt83hm7B773